# Palicoides
Palicoides is een geslacht van kreeftachtigen uit de klasse van de Malacostraca (hogere kreeftachtigen).

## Soorten
- Palicoides longimanus (Miyake, 1936)
- Palicoides whitei (Miers, 1884)